# Zelentia fulgens
Zelentia fulgens is een slakkensoort uit de familie van de Trinchesiidae. De wetenschappelijke naam van de soort werd in 1966 voor het eerst geldig gepubliceerd door MacFarland.